# Josh Manson
Joshua David Manson, född 7 oktober 1991, är en kanadensisk-amerikansk professionell ishockeyback som spelar för Colorado Avalanche i National Hockey League (NHL). Manson valdes av Anaheim Ducks i sjätte rundan som 160:e spelare totalt vid NHL Entry Draft 2011. Han är son till före detta NHL-spelaren Dave Manson. Manson vann Stanley Cup med Avalanche 2022.
Manson spelade tre säsonger i NCAA Division I hockey med Northeastern Huskies där han fick utmärkelsen HE Best Defensemen och blev utvald till Hockey East Second All-Star Team.

## Statistik

### Klubbkarriär
| 2007–08    | Prince Albert Mintos AAA | SMHL       | 42  | 4  | 6   | 10  | 73  | 8  | 2 | 0  | 2  | 0  |
| 2008–09    | Prince Albert Mintos AAA | SMHL       | 40  | 19 | 16  | 35  | 64  | 3  | 1 | 0  | 1  | 4  |
| 2008–09    | Flin Flon Bombers        | SJHL       | 2   | 0  | 0   | 0   | 0   | —  | — | —  | —  | —  |
| 2009–10    | Salmon Arm Silverbacks   | BCHL       | 54  | 10 | 14  | 24  | 75  | 6  | 1 | 0  | 1  | 15 |
| 2010–11    | Salmon Arm Silverbacks   | BCHL       | 57  | 12 | 35  | 47  | 80  | 14 | 2 | 7  | 9  | 15 |
| 2011–12    | Northeastern Huskies     | HE         | 33  | 0  | 4   | 4   | 48  | —  | — | —  | —  | —  |
| 2012–13    | Northeastern Huskies     | HE         | 33  | 3  | 4   | 7   | 45  | —  | — | —  | —  | —  |
| 2013–14    | Northeastern Huskies     | HE         | 33  | 3  | 7   | 10  | 65  | —  | — | —  | —  | —  |
| 2013–14    | Norfolk Admirals         | AHL        | 9   | 1  | 0   | 1   | 26  | 10 | 1 | 0  | 1  | 6  |
| 2014–15    | Norfolk Admirals         | AHL        | 36  | 3  | 9   | 12  | 47  | —  | — | —  | —  | —  |
| 2014–15    | Anaheim Ducks            | NHL        | 28  | 0  | 3   | 3   | 31  | —  | — | —  | —  | —  |
| 2015–16    | Anaheim Ducks            | NHL        | 71  | 5  | 10  | 15  | 74  | 1  | 0 | 0  | 0  | 0  |
| 2016–17    | Anaheim Ducks            | NHL        | 82  | 5  | 12  | 17  | 82  | 17 | 0 | 3  | 3  | 20 |
| 2017–18    | Anaheim Ducks            | NHL        | 80  | 7  | 30  | 37  | 62  | 4  | 0 | 0  | 0  | 0  |
| 2018–19    | Anaheim Ducks            | NHL        | 74  | 3  | 13  | 16  | 62  | —  | — | —  | —  | —  |
| 2019–20    | Anaheim Ducks            | NHL        | 50  | 1  | 8   | 9   | 37  | —  | — | —  | —  | —  |
| 2020–21    | Anaheim Ducks            | NHL        | 23  | 1  | 6   | 7   | 30  | —  | — | —  | —  | —  |
| 2021–22    | Anaheim Ducks            | NHL        | 45  | 4  | 5   | 9   | 53  | —  | — | —  | —  | —  |
| 2021–22    | Colorado Avalanche       | NHL        | 22  | 2  | 5   | 7   | 12  | 20 | 3 | 5  | 8  | 12 |
| 2022–23    | Colorado Avalanche       | NHL        | 27  | 2  | 8   | 10  | 42  | 5  | 0 | 0  | 0  | 8  |
| 2023–24    | Colorado Avalanche       | NHL        | 76  | 8  | 17  | 25  | 87  | 11 | 2 | 5  | 7  | 12 |
| 2024–25    | Colorado Avalanche       | NHL        | 48  | 1  | 14  | 15  | 28  | 7  | 2 | 1  | 3  | 8  |
| NHL totalt | NHL totalt               | NHL totalt | 626 | 39 | 131 | 170 | 600 | 65 | 7 | 14 | 21 | 60 |